# Úrvalsdeild Karla 2013
La Úrvalsdeild Karla 2013, también conocida como Pepsi-deild (por razones de patrocinio) fue la 102.ª edición desde su creación en 1912. Es el torneo de la máxima división del Fútbol de Islandia. En dicha temporada, participaron doce (12) equipos, los diez mejores de la pasada, más dos provenientes de la 1. Deild 2012.

## Equipos participantes
| Pos | Descendidos de la Úrvalsdeild Karla |
| --- | ----------------------------------- |
| 11° | UMF Selfoss                         |
| 12º | Grindavík                           |

| Pos | Ascendidos de la 1. Deild Karla |
| --- | ------------------------------- |
| 1º  | Thór Akureyri                   |
| 2º  | Víkingur Ólafsvík               |

| Club              | Ciudad         | Estadio           | Capacidad | Temporada pasada  |
| ----------------- | -------------- | ----------------- | --------- | ----------------- |
| Breiðablik UBK    | Kópavogur      | Kópavogsvöllur    | 5.500     | 2°                |
| FH Hafnarfjörður  | Hafnarfjörður  | Kaplakrikavöllur  | 6.738     | 1° Campeón        |
| Fram Reykjavik    | Reikiavik      | Laugardalsvöllur  | 10.000    | 10°               |
| ÍA Akraness       | Akranes        | Akranesvöllur     | 4.850     | 6°                |
| ÍBV               | Vestmannaeyjar | Hásteinsvöllur    | 2.834     | 3°                |
| ÍF Fylkir         | Reikiavik      | Fylkisvöllur      | 5.000     | 7°                |
| Keflavík ÍF       | Keflavík       | Keflavíkurvöllur  | 5.200     | 9°                |
| KR Reykjavik      | Reikiavik      | KR-Völlur         | 3.333     | 4°                |
| Stjarnan          | Garðabær       | Stjörnuvöllur     | 1.000     | 5°                |
| Thór Akureyri     | Akureyri       | Þórsvöllur        | 1.550     | 1° 1. Deild Karla |
| Valur             | Reikiavik      | Vodafonevöllurinn | 3.000     | 8°                |
| Víkingur Ólafsvík | Ólafsvík       | Ólafsvíkurvöllur  | 800       | 2° 1. Deild Karla |

### Distribución geográfica
| Región            | Cantidad | Clubes                                                                          |
| ----------------- | -------- | ------------------------------------------------------------------------------- |
| Höfuðborgarsvæði  | 7        | ÍA Akraness Stjarnan Breiðablik UBK Fram Reykjavik ÍF Fylkir KR Reykjavik Valur |
| Suðurnes          | 2        | FH Hafnarfjörður Keflavík ÍF                                                    |
| Norðurland Eystra | 1        | Thór Akureyri                                                                   |
| Suðurland         | 1        | ÍBV                                                                             |
| Vesturland        | 1        | Víkingur Ólafsvík                                                               |

## Modo de disputa
El torneo se disputó mediante el sistema de todos contra todos, donde cada equipo jugó contra los demás dos veces, una como local, y otra como visitante.
Cada equipo recibe tres puntos por partido ganado, un punto en caso de empate, y ninguno si pierde.
Al finalizar el torneo, aquel equipo con mayor cantidad de puntos se consagra campeón y obtiene la posibilidad de disputar la siguiente edición de la Liga de Campeones de la UEFA. Los equipos ubicados en la segunda y tercera posición clasifican a la Liga Europea de la UEFA.
Los equipos que queden ubicados en las últimas dos posiciones descienden automáticamente a la segunda división.

## Tabla de posiciones
|                 |     | Equipos de fútbol | PJ | G  | E | P  | GF | GC | Dif | Pts |
| --------------- | --- | ----------------- | -- | -- | - | -- | -- | -- | --- | --- |
| Clasifica a UCL | 1.  | KR Reykjavik (C)  | 22 | 17 | 1 | 4  | 50 | 27 | +23 | 52  |
| Clasifica a UEL | 2.  | FH Hafnarfjörður  | 22 | 14 | 5 | 3  | 47 | 22 | +26 | 47  |
| Clasifica a UEL | 3.  | Stjarnan          | 22 | 13 | 4 | 5  | 34 | 25 | +9  | 43  |
|                 | 4.  | Breiðablik UBK    | 22 | 11 | 6 | 5  | 37 | 27 | +10 | 39  |
|                 | 5.  | Valur Reykjavík   | 22 | 8  | 9 | 5  | 49 | 21 | +28 | 33  |
|                 | 6.  | ÍBV               | 22 | 8  | 5 | 9  | 26 | 28 | -2  | 29  |
|                 | 7.  | ÍF Fylkir         | 22 | 7  | 5 | 10 | 33 | 33 | 0   | 26  |
|                 | 8.  | Thór Akureyri     | 22 | 6  | 6 | 10 | 31 | 44 | -13 | 24  |
|                 | 9.  | Keflavík ÍF       | 22 | 7  | 3 | 12 | 33 | 47 | -14 | 24  |
| Clasificó a UEL | 10. | Fram Reykjavik    | 22 | 6  | 4 | 12 | 26 | 37 | -11 | 22  |
| Descendió       | 11. | Víkingur Ólafsvík | 22 | 3  | 8 | 11 | 21 | 35 | -14 | 17  |
| Descendió       | 12. | ÍA Akraness       | 22 | 3  | 2 | 17 | 29 | 56 | -27 | 11  |

|    |         |
| C: | Campeón |

|  |                                            |
|  | Clasificado a Liga de Campeones de la UEFA |

|  |                                       |
|  | Clasificado a Liga Europea de la UEFA |

|  |                                                                             |
|  | Clasificado a Liga Europea de la UEFA como campeón de Copa de Islandia 2013 |

|  |                                  |
|  | Descendido a la Segunda División |

### Tabla de Goleadores
Goles Anotados.

| Jugador                   | Club             | Anotado |
| ------------------------- | ---------------- | ------- |
| Vidar Örn Kjartansson     | ÍF Fylkir        | 13      |
| Gary Martin               | KR Reykjavik     | 12      |
| Atli Vidar Björnsson      | FH Hafnarfjörður | 11      |
| Chukwudi Chijindu         | Thór Akureyri    | 10      |
| Hólmbert Aron Fridjonsson | Norrköping       | 10      |
| Björn Daníel Sverrisson   | FH Hafnarfjörður | 10      |

## Jornadas
| ÍBV               | 1 - 0 | ÍA Akraness    | 5 de mayo | Hásteinsvöllur   |
| Víkingur Ólafsvík | 1 - 2 | Fram Reykjavik | 5 de mayo | Ólafsvíkurvöllur |
| Breiðablik UBK    | 4 - 1 | Thór Akureyri  | 5 de mayo | Kópavogsvöllur   |
| FH Hafnarfjörður  | 2 - 1 | Keflavík ÍF    | 6 de mayo | Kaplakrikavöllur |
| ÍF Fylkir         | 1 - 4 | Valur          | 6 de mayo | Fylkisvöllur     |
| KR Reykjavik      | 2 - 1 | Stjarnan       | 6 de mayo | KR-Völlur        |

| ÍBV            | 4 - 1 | Breiðablik UBK    | 12 de mayo | Hásteinsvöllur   |
| Thór Akureyri  | 0 - 3 | FH Hafnarfjörður  | 12 de mayo | Þórsvöllur       |
| Stjarnan       | 3 - 2 | Víkingur Ólafsvík | 12 de mayo | Stjörnuvöllur    |
| Keflavík ÍF    | 0 - 2 | KR Reykjavik      | 13 de mayo | Keflavíkurvöllur |
| Fram Reykjavik | 1 - 1 | ÍF Fylkir         | 13 de mayo | Laugardalsvöllur |
| ÍA Akraness    | 0 - 3 | Valur             | 13 de mayo | Akranesvöllur    |

| KR Reykjavik      | 3 - 0 | Thór Akureyri  | 16 de mayo | KR-Völlur         |
| ÍF Fylkir         | 0 - 1 | Stjarnan       | 16 de mayo | Fylkisvöllur      |
| Breiðablik UBK    | 4 - 1 | ÍA Akraness    | 16 de mayo | Kópavogsvöllur    |
| Valur             | 0 - 0 | Fram Reykjavik | 16 de mayo | Vodafonevöllurinn |
| Víkingur Ólafsvík | 1 - 3 | Keflavík ÍF    | 16 de mayo | Ólafsvíkurvöllur  |
| FH Hafnarfjörður  | 1 - 1 | ÍBV            | 16 de mayo | Kaplakrikavöllur  |

| ÍBV            | 0 - 2 | KR Reykjavik      | 20 de mayo | Hásteinsvöllur   |
| Thór Akureyri  | 1 - 0 | Víkingur Ólafsvík | 20 de mayo | Þórsvöllur       |
| Keflavík ÍF    | 2 - 2 | ÍF Fylkir         | 20 de mayo | Keflavíkurvöllur |
| Stjarnan       | 0 - 0 | Valur             | 21 de mayo | Stjörnuvöllur    |
| ÍA Akraness    | 2 - 0 | Fram Reykjavik    | 21 de mayo | Akranesvöllur    |
| Breiðablik UBK | 0 - 1 | FH Hafnarfjörður  | 21 de mayo | Kópavogsvöllur   |

| Víkingur Ólafsvík | 0 - 0 | ÍBV            | 26 de mayo | Ólafsvíkurvöllur  |
| Valur             | 4 - 0 | Keflavík ÍF    | 26 de mayo | Vodafonevöllurinn |
| FH Hafnarfjörður  | 2 - 0 | ÍA Akraness    | 26 de mayo | Kaplakrikavöllur  |
| ÍF Fylkir         | 1 - 4 | Thór Akureyri  | 26 de mayo | Fylkisvöllur      |
| Fram Reykjavik    | 0 - 1 | Stjarnan       | 27 de mayo | Laugardalsvöllur  |
| KR Reykjavik      | 1 - 1 | Breiðablik UBK | 27 de mayo | KR-Völlur         |

| ÍBV              | 3 - 1 | ÍF Fylkir         | 2 de junio  | Hásteinsvöllur   |
| Thór Akureyri    | 2 - 5 | Valur             | 9 de junio  | Þórsvöllur       |
| ÍA Akraness      | 1 - 3 | Stjarnan          | 9 de junio  | Akranesvöllur    |
| Breiðablik UBK   | 2 - 0 | Víkingur Ólafsvík | 10 de junio | Kópavogsvöllur   |
| Keflavík ÍF      | 1 - 2 | Fram Reykjavik    | 10 de junio | Keflavíkurvöllur |
| FH Hafnarfjörður | 2 - 4 | KR Reykjavik      | 10 de junio | Kaplakrikavöllur |

| Fram Reykjavik    | 4 - 1 | Thór Akureyri    | 16 de junio | Laugardalsvöllur  |
| Víkingur Ólafsvík | 0 - 4 | FH Hafnarfjörður | 16 de junio | Ólafsvíkurvöllur  |
| KR Reykjavik      | 4 - 2 | ÍA Akraness      | 16 de junio | KR-Völlur         |
| ÍF Fylkir         | 0 - 1 | Breiðablik UBK   | 16 de junio | Fylkisvöllur      |
| Stjarnan          | 1 - 0 | Keflavík ÍF      | 16 de junio | Stjörnuvöllur     |
| Valur             | 0 - 0 | ÍBV              | 17 de junio | Vodafonevöllurinn |

| ÍBV              | 1 - 0 | Fram Reykjavik    | 23 de junio | Hásteinsvöllur   |
| Thór Akureyri    | 1 - 1 | Stjarnan          | 23 de junio | Þórsvöllur       |
| KR Reykjavik     | 2 - 1 | Víkingur Ólafsvík | 23 de junio | KR-Völlur        |
| ÍA Akraness      | 2 - 3 | Keflavík ÍF       | 24 de junio | Akranesvöllur    |
| FH Hafnarfjörður | 2 - 1 | ÍF Fylkir         | 24 de junio | Kaplakrikavöllur |
| Breiðablik UBK   | 1 - 0 | Valur             | 24 de junio | Kópavogsvöllur   |

| Keflavík ÍF       | 1 - 3 | Thór Akureyri    | 30 de junio | Keflavíkurvöllur  |
| Stjarnan          | 1 - 0 | ÍBV              | 30 de junio | Stjörnuvöllur     |
| Fram Reykjavik    | 1 - 1 | Breiðablik UBK   | 30 de junio | Laugardalsvöllur  |
| ÍF Fylkir         | 2 - 3 | KR Reykjavik     | 30 de junio | Fylkisvöllur      |
| Valur             | 3 - 3 | FH Hafnarfjörður | 30 de junio | Vodafonevöllurinn |
| Víkingur Ólafsvík | 1 - 0 | ÍA Akraness      | 30 de junio | Ólafsvíkurvöllur  |

| ÍA Akraness       | 1 - 2 | Thór Akureyri  | 3 de julio   | Akranesvöllur    |
| Víkingur Ólafsvík | 0 - 0 | ÍF Fylkir      | 3 de julio   | Ólafsvíkurvöllur |
| FH Hafnarfjörður  | 2 - 1 | Fram Reykjavik | 3 de julio   | Kaplakrikavöllur |
| ÍBV               | 1 - 1 | Keflavík ÍF    | 22 de agosto | Hásteinsvöllur   |
| Breiðablik UBK    | 2 - 1 | Stjarnan       | 29 de agosto | Kópavogsvöllur   |
| KR Reykjavik      | 1 - 0 | Valur          | 29 de agosto | KR-Völlur        |

| Stjarnan       | 2 - 1 | FH Hafnarfjörður  | 11 de julio | Stjörnuvöllur     |
| Thór Akureyri  | 1 - 3 | ÍBV               | 14 de julio | Þórsvöllur        |
| Keflavík ÍF    | 1 - 2 | Breiðablik UBK    | 14 de julio | Keflavíkurvöllur  |
| Fram Reykjavik | 3 - 0 | KR Reykjavik      | 14 de julio | Laugardalsvöllur  |
| ÍF Fylkir      | 1 - 1 | ÍA Akraness       | 15 de julio | Fylkisvöllur      |
| Valur          | 0 - 0 | Víkingur Ólafsvík | 15 de julio | Vodafonevöllurinn |

| Keflavík ÍF    | 0 - 4 | FH Hafnarfjörður  | 20 de julio | Keflavíkurvöllur  |
| ÍA Akraness    | 2 - 1 | ÍBV               | 21 de julio | Akranesvöllur     |
| Thór Akureyri  | 1 - 2 | Breiðablik UBK    | 21 de julio | Þórsvöllur        |
| Stjarnan       | 3 - 1 | KR Reykjavik      | 21 de julio | Stjörnuvöllur     |
| Valur          | 0 - 1 | ÍF Fylkir         | 21 de julio | Vodafonevöllurinn |
| Fram Reykjavik | 3 - 4 | Víkingur Ólafsvík | 22 de julio | Laugardalsvöllur  |

| FH Hafnarfjörður  | 1 - 0 | Thór Akureyri  | 27 de julio | Kaplakrikavöllur  |
| Víkingur Ólafsvík | 1 - 1 | Stjarnan       | 28 de julio | Ólafsvíkurvöllur  |
| Breiðablik UBK    | 3 - 1 | ÍBV            | 28 de julio | Kópavogsvöllur    |
| ÍF Fylkir         | 3 - 0 | Fram Reykjavik | 28 de julio | Fylkisvöllur      |
| KR Reykjavik      | 3 - 0 | Keflavík ÍF    | 28 de julio | KR-Völlur         |
| Valur             | 7 - 0 | ÍA Akraness    | 29 de julio | Vodafonevöllurinn |

| ÍBV            | 1 - 2 | FH Hafnarfjörður  | 3 de agosto  | Hásteinsvöllur   |
| Thór Akureyri  | 1 - 3 | KR Reykjavik      | 7 de agosto  | Þórsvöllur       |
| Stjarnan       | 1 - 2 | ÍF Fylkir         | 7 de agosto  | Stjörnuvöllur    |
| Keflavík ÍF    | 2 - 0 | Víkingur Ólafsvík | 7 de agosto  | Keflavíkurvöllur |
| Fram Reykjavik | 0 - 5 | Valur             | 7 de agosto  | Laugardalsvöllur |
| ÍA Akraness    | 2 - 2 | Breiðablik UBK    | 22 de agosto | Akranesvöllur    |

| Víkingur Ólafsvík | 1 - 1 | Thór Akureyri  | 11 de agosto | Ólafsvíkurvöllur  |
| KR Reykjavik      | 3 - 1 | ÍBV            | 11 de agosto | KR-Völlur         |
| Fram Reykjavik    | 1 - 0 | ÍA Akraness    | 11 de agosto | Laugardalsvöllur  |
| FH Hafnarfjörður  | 0 - 0 | Breiðablik UBK | 11 de agosto | Kaplakrikavöllur  |
| Valur             | 0 - 0 | Stjarnan       | 11 de agosto | Vodafonevöllurinn |
| ÍF Fylkir         | 3 - 0 | Keflavík ÍF    | 11 de agosto | Fylkisvöllur      |

| ÍBV            | 1 - 1 | Víkingur Ólafsvík | 18 de agosto     | Hásteinsvöllur   |
| ÍA Akraness    | 2 - 6 | FH Hafnarfjörður  | 18 de agosto     | Akranesvöllur    |
| Keflavík ÍF    | 1 - 0 | Valur             | 18 de agosto     | Keflavíkurvöllur |
| Thór Akureyri  | 2 - 2 | ÍF Fylkir         | 19 de agosto     | Þórsvöllur       |
| Stjarnan       | 3 - 1 | Fram Reykjavik    | 22 de agosto     | Stjörnuvöllur    |
| Breiðablik UBK | 3 - 0 | KR Reykjavik      | 19 de septiembre | Kópavogsvöllur   |

| Valur             | 0 - 0 | Thór Akureyri    | 25 de agosto | Vodafonevöllurinn |
| ÍF Fylkir         | 0 - 1 | ÍBV              | 25 de agosto | Fylkisvöllur      |
| Víkingur Ólafsvík | 0 - 0 | Breiðablik UBK   | 25 de agosto | Ólafsvíkurvöllur  |
| KR Reykjavik      | 3 - 1 | FH Hafnarfjörður | 25 de agosto | KR-Völlur         |
| Stjarnan          | 1 - 0 | ÍA Akraness      | 26 de agosto | Stjörnuvöllur     |
| Fram Reykjavik    | 2 - 3 | Keflavík ÍF      | 26 de agosto | Laugardalsvöllur  |

| Thór Akureyri    | 1 - 1 | Fram Reykjavik    | 1 de septiembre  | Þórsvöllur       |
| Breiðablik UBK   | 1 - 4 | ÍF Fylkir         | 1 de septiembre  | Kópavogsvöllur   |
| Keflavík ÍF      | 0 - 2 | Stjarnan          | 1 de septiembre  | Keflavíkurvöllur |
| FH Hafnarfjörður | 2 - 2 | Víkingur Ólafsvík | 1 de septiembre  | Kaplakrikavöllur |
| ÍBV              | 0 - 4 | Valur             | 19 de septiembre | Hásteinsvöllur   |
| ÍA Akraness      | 4 - 1 | KR Reykjavik      | 26 de septiembre | Akranesvöllur    |

| ÍF Fylkir         | 0 - 1 | FH Hafnarfjörður | 12 de septiembre | Fylkisvöllur      |
| Víkingur Ólafsvík | 0 - 1 | KR Reykjavik     | 12 de septiembre | Ólafsvíkurvöllur  |
| Keflavík ÍF       | 5 - 4 | ÍA Akraness      | 12 de septiembre | Keflavíkurvöllur  |
| Stjarnan          | 3 - 1 | Thór Akureyri    | 12 de septiembre | Stjörnuvöllur     |
| Valur             | 0 - 0 | Breiðablik UBK   | 13 de septiembre | Vodafonevöllurinn |
| Fram Reykjavik    | 0 - 1 | ÍBV              | 13 de septiembre | Laugardalsvöllur  |

| Breiðablik UBK   | 1 - 2 | Fram Reykjavik    | 16 de septiembre | Kópavogsvöllur   |
| KR Reykjavik     | 4 - 1 | ÍF Fylkir         | 16 de septiembre | KR-Völlur        |
| FH Hafnarfjörður | 3 - 3 | Valur             | 16 de septiembre | Kaplakrikavöllur |
| ÍBV              | 1 - 0 | Stjarnan          | 16 de septiembre | Hásteinsvöllur   |
| Thór Akureyri    | 2 - 2 | Keflavík ÍF       | 17 de septiembre | Þórsvöllur       |
| ÍA Akraness      | 0 - 5 | Víkingur Ólafsvík | 17 de septiembre | Akranesvöllur    |

| Valur          | 2 - 3 | KR Reykjavik      | 22 de septiembre | Vodafonevöllurinn |
| Fram Reykjavik | 0 - 2 | FH Hafnarfjörður  | 22 de septiembre | Laugardalsvöllur  |
| ÍF Fylkir      | 2 - 1 | Víkingur Ólafsvík | 22 de septiembre | Fylkisvöllur      |
| Keflavík ÍF    | 4 - 2 | ÍBV               | 22 de septiembre | Keflavíkurvöllur  |
| Stjarnan       | 3 - 2 | Breiðablik UBK    | 22 de septiembre | Stjörnuvöllur     |
| Thór Akureyri  | 1 - 0 | ÍA Akraness       | 22 de septiembre | Þórsvöllur        |

| ÍBV               | 1 - 2 | Thór Akureyri  | 29 de septiembre | Hásteinsvöllur   |
| Breiðablik UBK    | 3 - 2 | Keflavík ÍF    | 29 de septiembre | Kópavogsvöllur   |
| FH Hafnarfjörður  | 4 - 0 | Stjarnan       | 29 de septiembre | Kaplakrikavöllur |
| ÍA Akraness       | 1 - 3 | ÍF Fylkir      | 29 de septiembre | Akranesvöllur    |
| KR Reykjavik      | 2 - 1 | Fram Reykjavik | 29 de septiembre | KR-Völlur        |
| Víkingur Ólafsvík | 0 - 5 | Valur          | 29 de septiembre | Ólafsvíkurvöllur |